# ジャガーズの”ジャニー通”
『ジャガーズの”ジャニー通”』（ジャガーズのジャニーつう）は、NRN系列局を中心に放送されているラジオ番組。2020年3月に放送を開始した。パーソナリティは、ジャガーズ。

## 概要
芸能界ナンバーワンのジャニーズ好きジャガーズが、リスナーにジャニーズの魅力を紹介するラジオ番組。オンエア楽曲は、ジャニーズ事務所所属アイドルの楽曲に限定されている。
2023年秋から番組名が「ジャガーズの”ドルオタ放送室”」に改題された。
終了時期不明。

## コーナー
私のFavorite song
リスナーからのお気に入りの一曲（聞きたい曲、流してほしい曲など）を聴きながら、ジャニーズに関する話題を紹介するコーナー。
ジャニーズ ベスト3セレクション
リスナーからのベスト3（美声ベスト3、ダンスが上手いベスト3など）を紹介するコーナー。
ジャニーズ フラッシュバック
ジャニーズのアーティスト1組をピックアップして様々な曲を聴きながら、そのアーティストに関する話題を紹介するコーナー。
私だけのセットリスト
ジャニーズの曲だけでつくった「自分だけのセットリスト」を紹介するコーナー。2021年10月11日開始のコーナー。
この他に、リスナーから寄せられたメールを紹介。

## ネット局

### 現在の放送局
| 放送対象地域  | 放送局            | 放送時間                   | 放送期間                       | 備考  |
| ------------- | ----------------- | -------------------------- | ------------------------------ | ----- |
| 長野県        | 信越放送（SBC）   | 月曜 18:30 - 19:00（30分） | 2020年3月30日 - 2020年5月25日  |       |
| 長野県        | 信越放送（SBC）   | 月曜 18:30 - 18:45（15分） | 2020年6月1日 - 2020年9月21日   |       |
| 長野県        | 信越放送（SBC）   | 火曜 18:30 - 19:00（30分） | 2020年9月29日 - 不明           |       |
| 熊本県        | 熊本放送（RKK）   | 水曜 23:00 - 23:30（30分） | 2020年4月1日 - 2021年9月22日   |       |
| 熊本県        | 熊本放送（RKK）   | 木曜 23:00 - 23:30（30分） | 2021年9月30日 - 不明           |       |
| 秋田県        | 秋田放送（ABS）   | 日曜 23:00 - 23:30（30分） | 2020年4月5日 - 2020年10月4日   |       |
| 秋田県        | 秋田放送（ABS）   | 日曜 23:30 - 24:00（30分） | 2020年10月11日 - 2021年3月28日 |       |
| 秋田県        | 秋田放送（ABS）   | 日曜 17:30 - 18:00（30分） | 2021年4月4日 - 不明            |       |
| 香川県 岡山県 | 西日本放送（RNC） | 月曜 18:15 - 18:45（30分） | 2020年4月6日 - 不明            |       |
| 岡山県        | 山陽放送（RSK）   | 木曜 16:35 - 16:50（15分） | 2020年7月2日 - 2020年10月1日   |       |
| 岡山県        | 山陽放送（RSK）   | 水曜 18:30 - 18:45（15分） | 2020年10月7日 - 2021年3月24日  |       |
| 岡山県        | 山陽放送（RSK）   | 水曜 17:15 - 17:25（10分） | 2021年3月31日 - 2021年9月22日  |       |
| 岡山県        | 山陽放送（RSK）   | 水曜 18:30 - 18:45（15分） | 2021年9月29日 - 不明           | [ 2 ] |
| 岡山県        | 山陽放送（RSK）   | 水曜 18:15 - 18:45（30分） | 不明 - 2023年12月27日          |       |
| 高知県        | 高知放送（RKC）   | 金曜 18:15 - 18:45（30分） | 2021年10月1日 - 不明           |       |
| 福井県        | 福井放送（FBC）   | 木曜 17:45 - 18:15（30分） | 不明 - 現在                    |       |

### 過去の放送局
| 放送対象地域                                | 放送局            | 放送時間                   | 放送期間                      | 備考  |
| ------------------------------------------- | ----------------- | -------------------------- | ----------------------------- | ----- |
| 大分県                                      | 大分放送（OBS）   | 火曜 18:30 - 18:45（15分） | 2020年3月31日 - 2020年9月22日 |       |
| 山梨県                                      | 山梨放送（YBS）   | 日曜 12:25 - 12:50（25分） | 2020年4月5日 - 2020年9月27日  |       |
| 山梨県                                      | 山梨放送（YBS）   | 日曜 12:25 - 12:35（10分） | 2020年10月4日 - 2021年3月28日 |       |
| 静岡県                                      | 静岡放送（SBS）   | 日曜 23:45 - 24:00（15分） | 2020年4月5日 - 2020年12月20日 | [ 3 ] |
| 静岡県                                      | 静岡放送（SBS）   | 日曜 23:30 - 23:45（15分） | 2021年1月3日 - 2021年3月28日  | [ 4 ] |
| 宮城県                                      | 東北放送（TBC）   | 土曜 21:45 - 22:00（15分） | 2020年4月11日 - 2020年10月3日 |       |
| 大阪府 京都府 兵庫県 奈良県 滋賀県 和歌山県 | 朝日放送（ABC)    | 土曜 23:00 - 23:30（30分） | 2020年10月3日 - 2021年3月27日 | [ 5 ] |
| 徳島県                                      | 四国放送（JRT）   | 土曜 20:30 - 21:00（30分） | 2020年4月4日 - 2021年9月25日  |       |
| 福島県                                      | ラジオ福島（RFC） | 日曜 22:00 - 22:30（30分） | 2020年4月5日 - 2021年9月26日  | [ 6 ] |